# 다수결 (만화)
다수결(일본어: 多数欠, Tasūketsu)은 미야카와 타이가가 쓰고 그린 일본 만화 시리즈이다. 코믹스마트 간마! 웹사이트에서 2013년 9월 온라인 연재를 시작했으며 세 부분으로 구성되어 있다. 2020년 12월 기준 마이크로 매거진은 6권을 출간했다. 이매지카 랩(Imagica Lab)에서 제작한 Tasūketsu: Judgment Assizes라는 제목의 7분짜리 오리지널 비디오 애니메이션(OVA)이 2021년 1월에 출시되었다. 사테라이트에서 제작한 애니메이션 TV 시리즈 각색은 2024년에 첫 방송될 예정이다.

## 미디어

### 애니메이션
크라우드 펀딩 캠페인을 통해 제작되고 이매지카 랩의 래빗 머신(Rabbit Machine)이 감독한 Tasūketsu: Judgment Assizes라는 제목의 7분짜리 오리지널 비디오 애니메이션(OVA)이 2021년 1월 29일 출시되었다.
일본의 애니메이션 TV 시리즈 각색은 2024년 1월 26일에 발표되었다. 이 시리즈는 사테라이트가 제작하고 사토 타츠오가 감독 및 각본을 맡았으며, 하마자키 토루가 조감독을 맡고, 하야시 나미가 캐릭터를 디자인하고, R.O.N이 음악을 작곡했다. 2024년 닛폰 TV 및 기타 채널에서 첫 방송될 예정이다.